# Лєнчінков Андрій Сергійович
Андрі́й Сергі́йович Лє́нчінков (нар. 9 лютого 1990, село Молочне, Сакський район, АР Крим) — український футболіст і футзаліст, воротар черкаського «Дніпра».

## Біографія
Вихованець СДЮШОР міста Черкаси, перший тренер Ковалевич С. М.
Із 2011 по 2016 рік грав за «Черкаський Дніпро».
Наприкінці серпня 2016 року перейшов до складу кременчуцького «Кременя».

## Статистика виступів

### Аматорська ліга
| Сезон     | Команда            | Турнір     | Матчі | Голи |
| --------- | ------------------ | ---------- | ----- | ---- |
| 2008      | Ходак (Черкаси)    | чемпіонат  | 5     | −6   |
| 2008      | Ходак (Черкаси)    | кубок      | 3     | −2   |
| 2009      | Ходак (Черкаси)    | чемпіонат  | 5     | −3   |
| 2009      | Ходак (Черкаси)    | кубок      | 8     | −6   |
| 2009–2010 | Ходак (Черкаси)    | кубок ліги | 3     | −2   |
| 2011      | Славутич (Черкаси) | чемпіонат  | 10    | −15  |

### Професіональна ліга
| Сезон     | Команда             | Турнір    | Матчі | Голи |
| --------- | ------------------- | --------- | ----- | ---- |
| 2009–2010 | Буковина (Чернівці) | чемпіонат | 1     | 0    |
| 2011–2012 | Славутич (Черкаси)  | чемпіонат | 0     | 0    |
| 2012–2013 | Славутич (Черкаси)  | чемпіонат | 13    | −10  |
| 2012–2013 | Славутич (Черкаси)  | кубок     | 1     | −3   |
| 2013–2014 | Славутич (Черкаси)  | чемпіонат | 3     | −2   |
| 2014–2015 | Черкаський Дніпро   | чемпіонат | 2     | −1   |
| 2014–2015 | Черкаський Дніпро   | кубок     | 1     | −2   |
| 2015–2016 | Черкаський Дніпро   | чемпіонат | 0     | 0    |

## Досягнення
- Півфіналіст Кубка України: 2013/14
- Переможець турніру серед команд Другої ліги: 2009/10

## Цікаві факти
- В одному з матчів Андрій Лєнчінков забив гол, коли грав останні 15 хвилин як польовий гравець, і відзначився ударом головою під час розіграшу кутового.